# Palmitos Park
Palmitos Park est un jardin botanique et parc zoologique espagnol situé dans l'archipel des Canaries, sur l'île de Grande Canarie. Fondé en 1978 par les Allemands Karl Uwe Bottcher et Claudio Paulmann, il est depuis 1996 la propriété de la multinationale espagnole Aspro-Ocio.
Il s'étend aujourd'hui sur 24 hectares dans une vallée connue sous le nom de Barranco de los Palmitos (littéralement, Ravin des petits palmiers), à San Bartolomé de Tirajana. Il comprend notamment depuis 2010, l'un des quatre delphinariums de l'archipel, où sont présentés des grands dauphins.
Il n'est pas membre de l'Association européenne des zoos et aquariums (EAZA).

## Collections

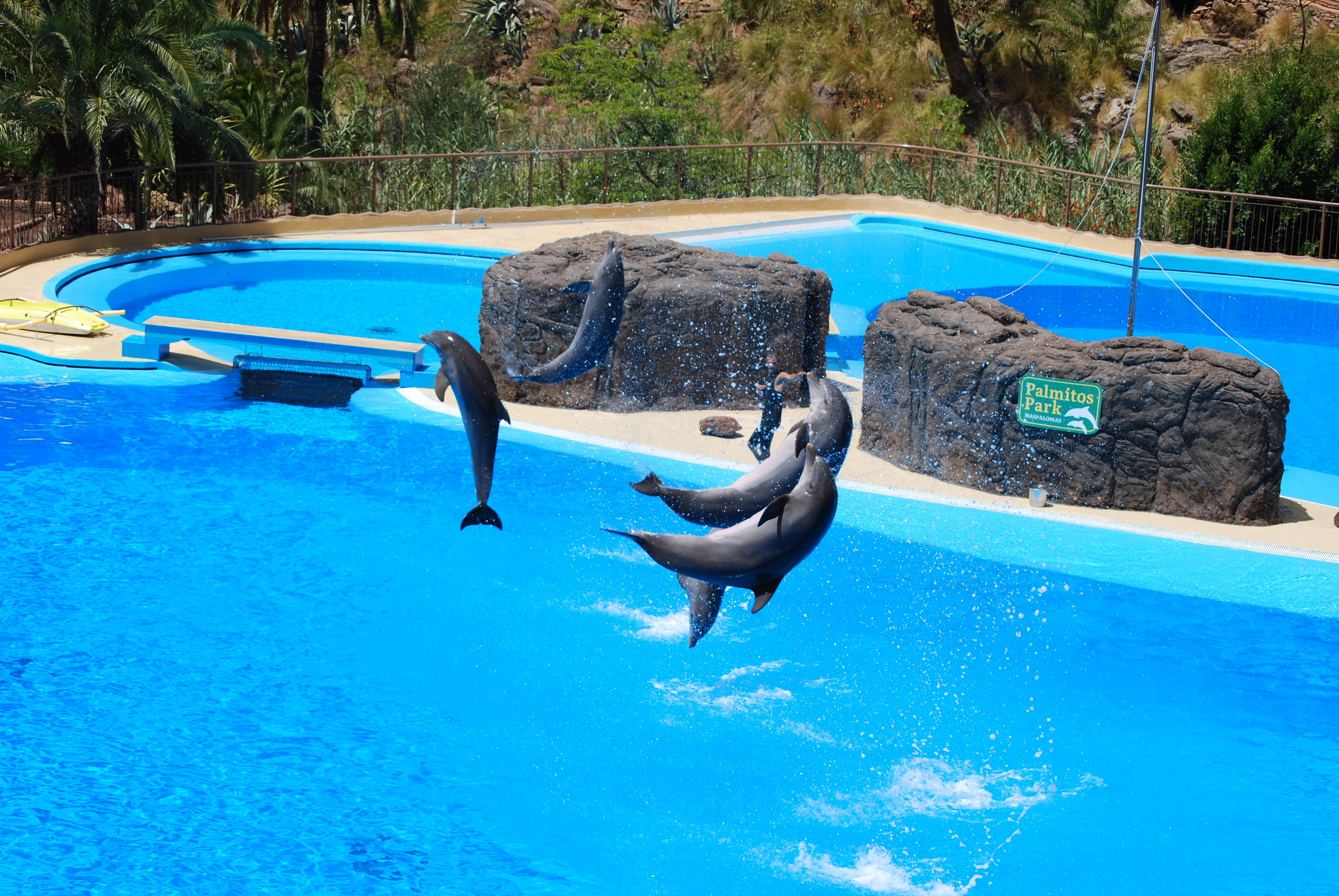
Le delphinarium du parc.

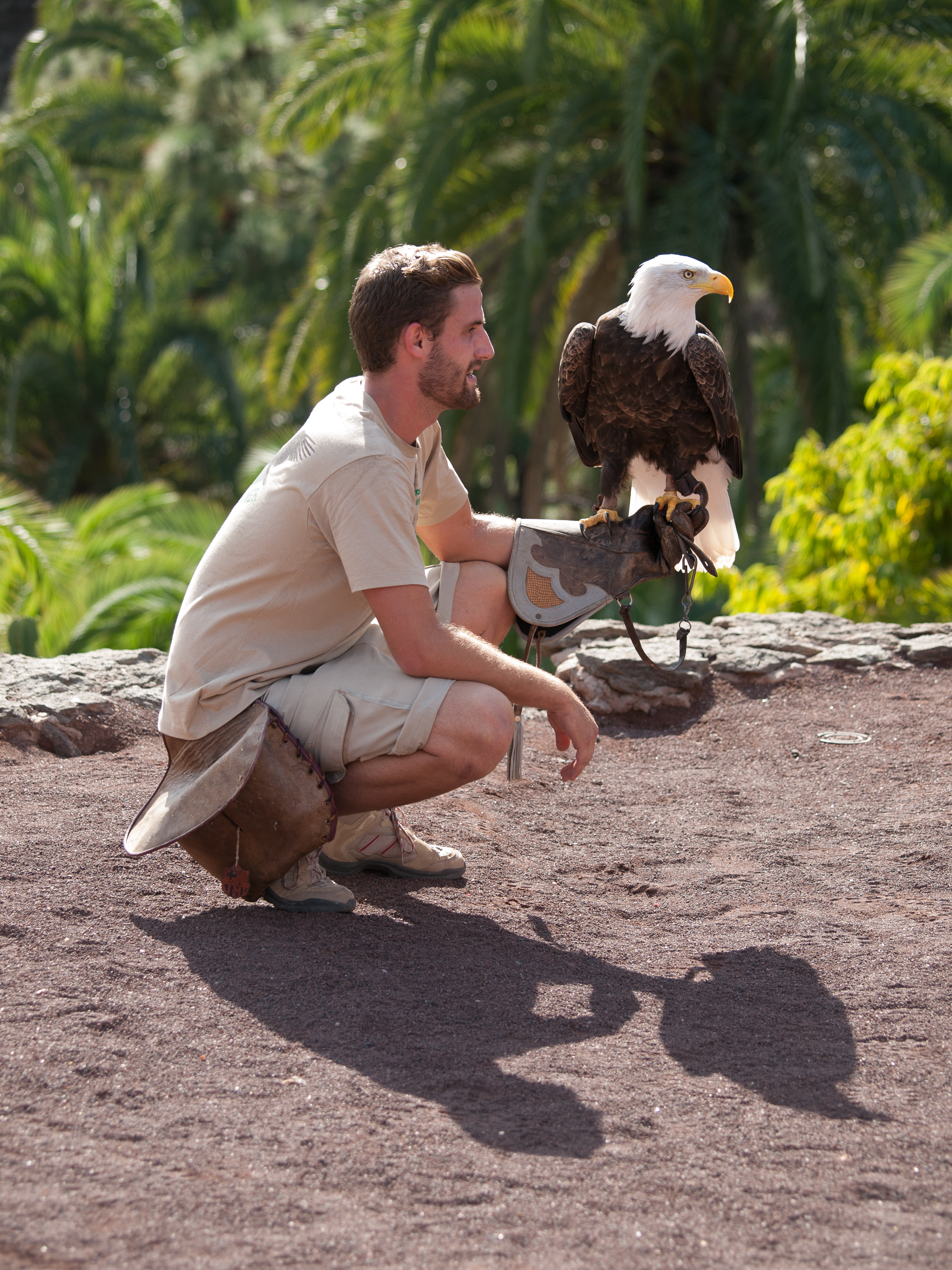
Spectacle de rapaces en vol libre.

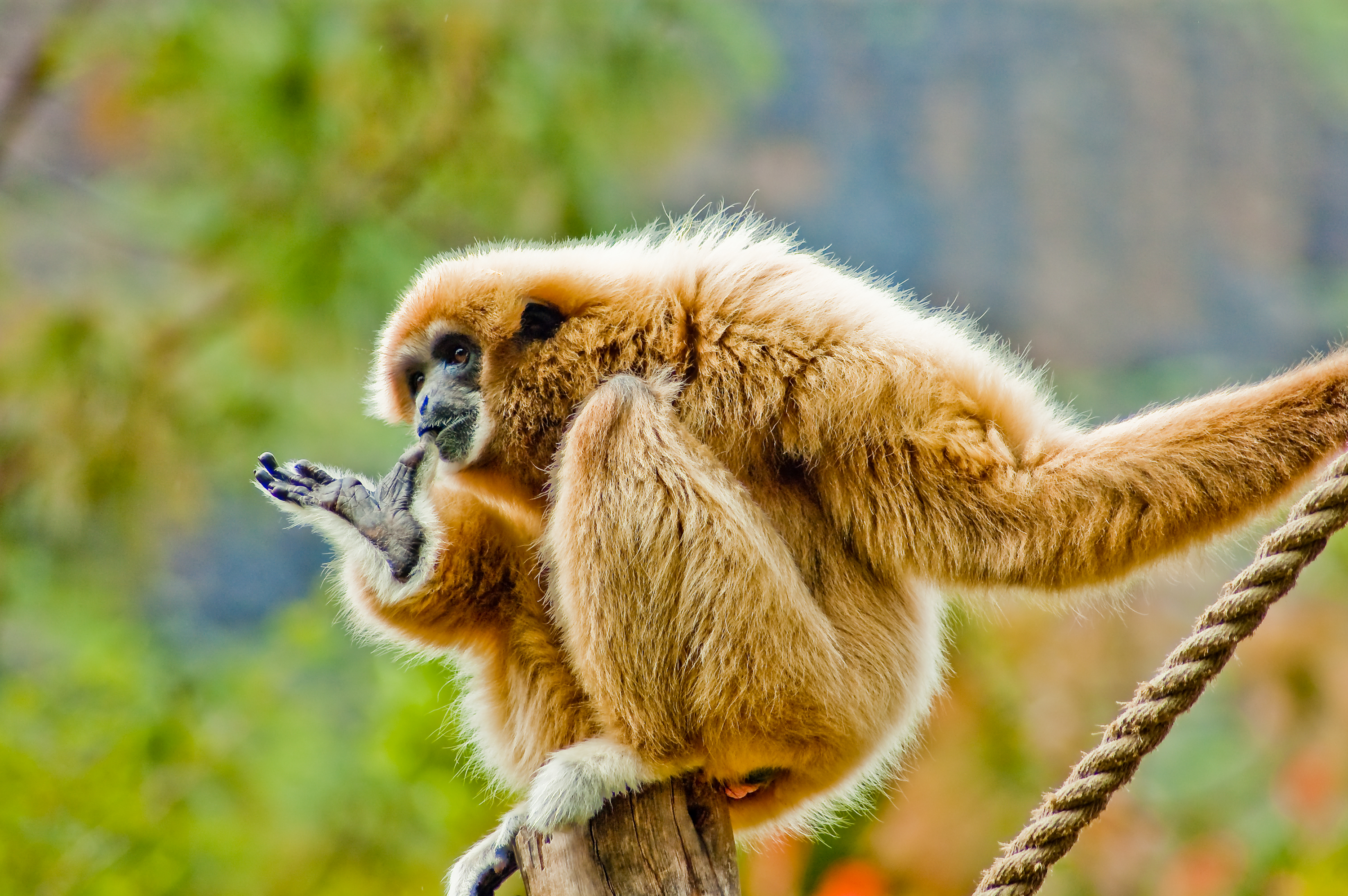
Gibbon à mains blanches.

Le parc a rouvert en 2008 après une profonde rénovation, inévitable après l'incendie de juillet 2007. Actuellement il réunit plus de 200 espèces d'arbres et de plantes ainsi que quelque 500 animaux. À travers les différentes installations du parc sont présentés divers écosystèmes terrestres et marins. Les visiteurs réalisent un parcours au cours duquel ils ont l'occasion de découvrir les différentes espèces botaniques et zoologiques, assister à divers spectacles ou visiter le delphinarium et l'aquarium.
Parmi ses attractions les plus importantes se trouvent les spectacles de dauphins, de rapaces en vol libre et d'oiseaux exotiques.

### Jardin botanique
Dans un environnement où abonde la flore canarienne subtropicale se trouvent quelque 15 000 plantes :
- Collection de palmiers avec quelque 1 000 exemplaires originaires du monde entier,
- Maison des orchidées,
- Collection de cactus disséminés dans l'ensemble du parc, avec quelques exemplaires surpassant les cinq mètres de hauteur.

### Parc zoologique

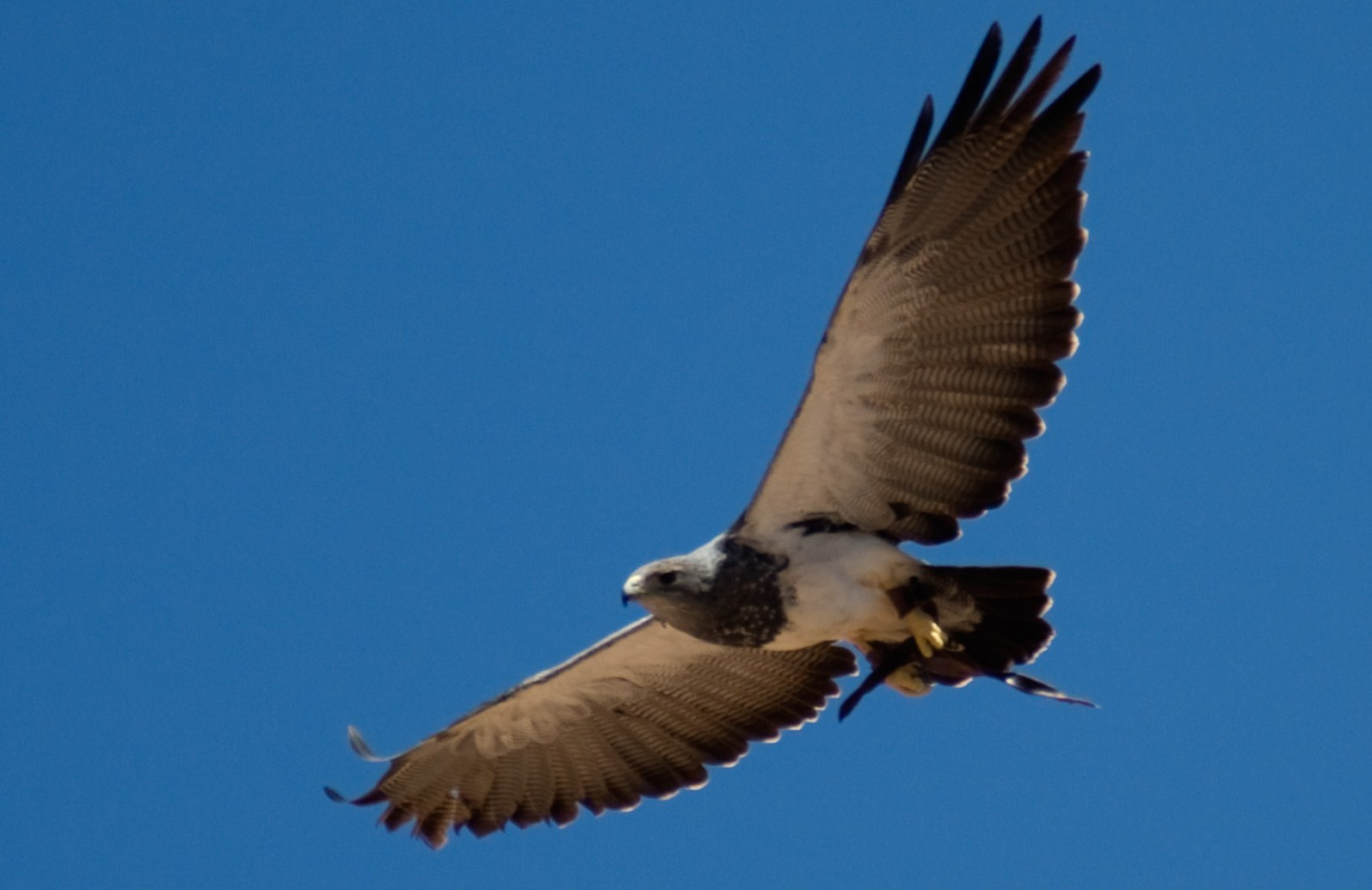
Aigle pendant le spectacle de rapaces en vol libre.

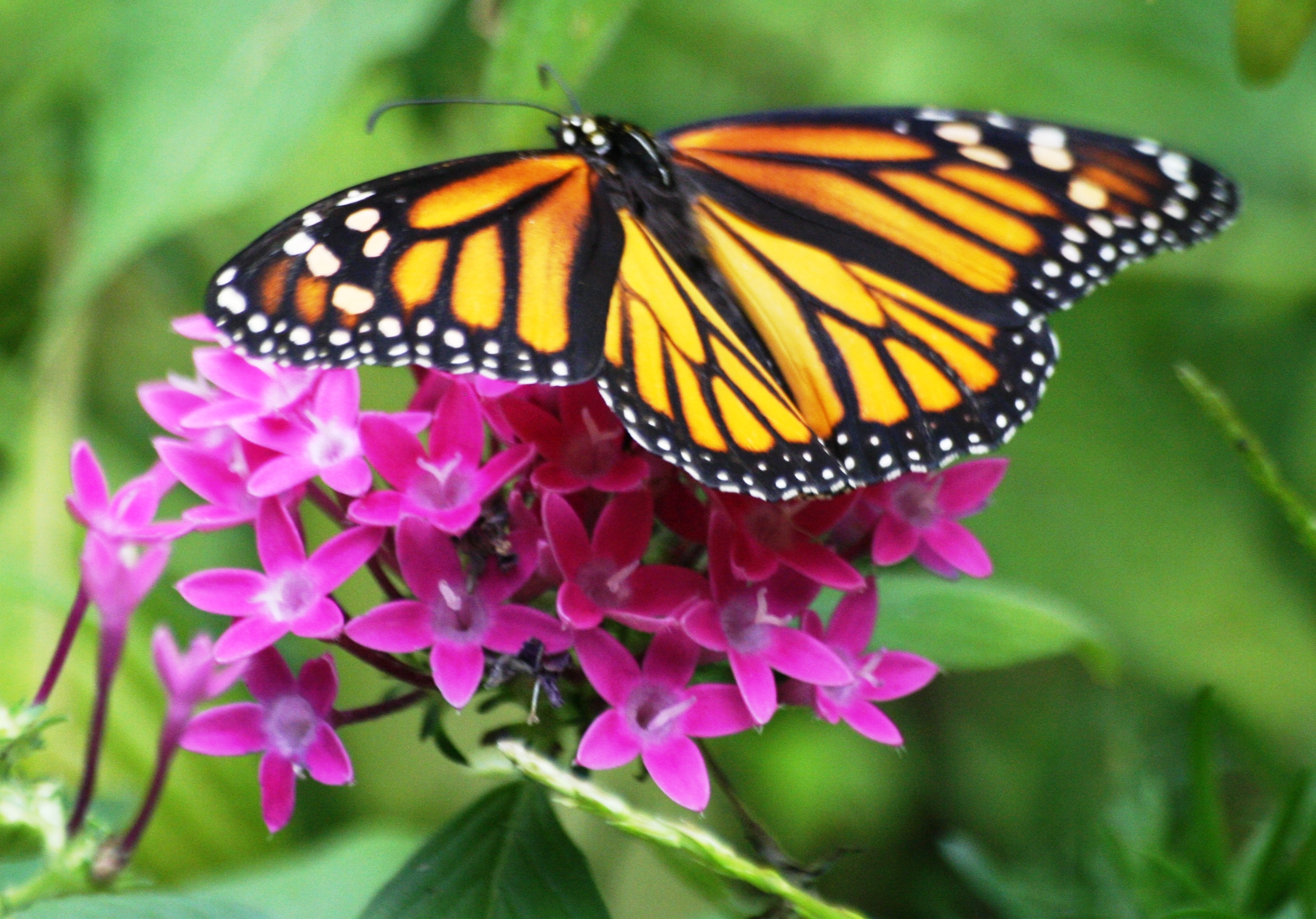
Un monarque dans la volière aux papillons du parc.

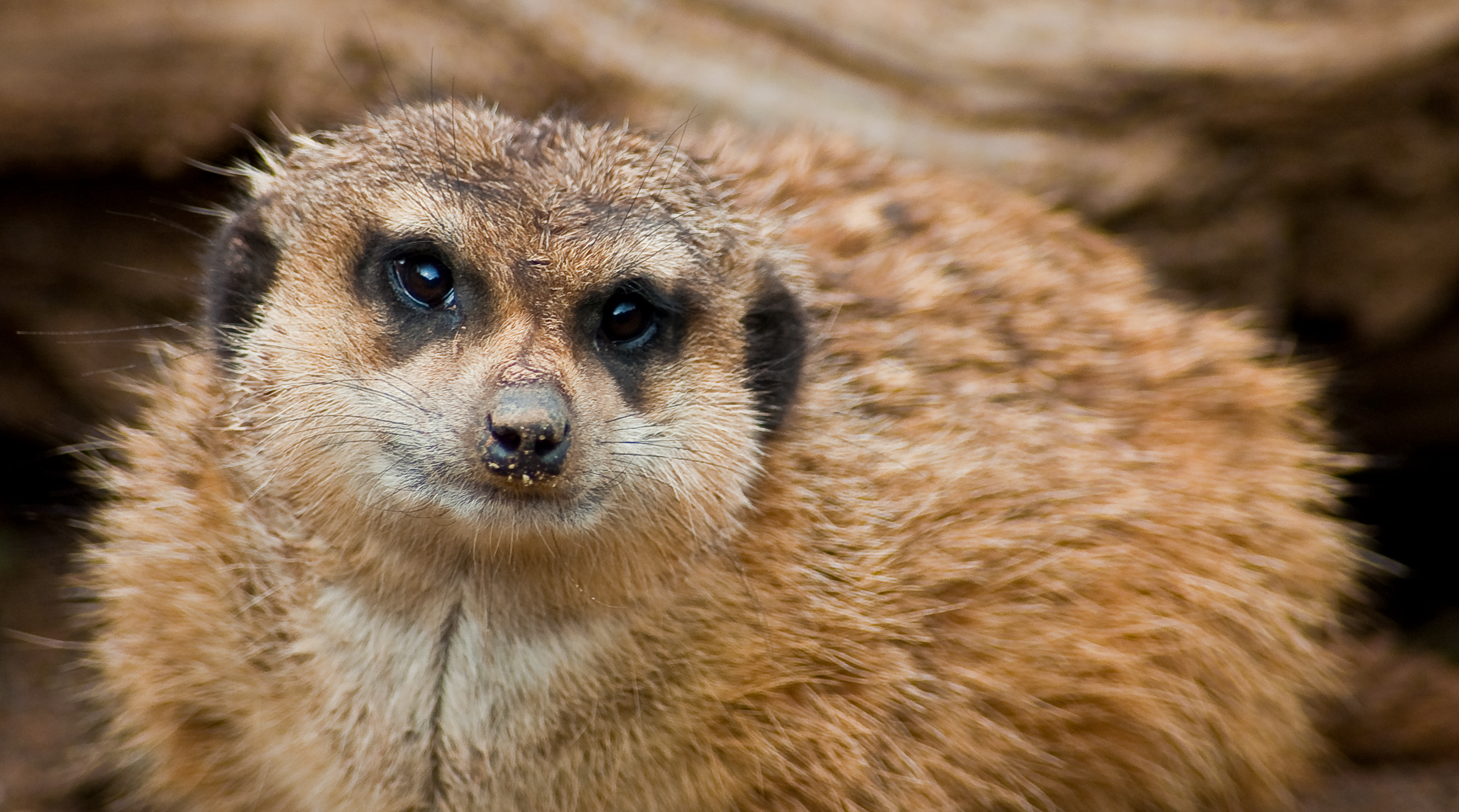
Suricate.

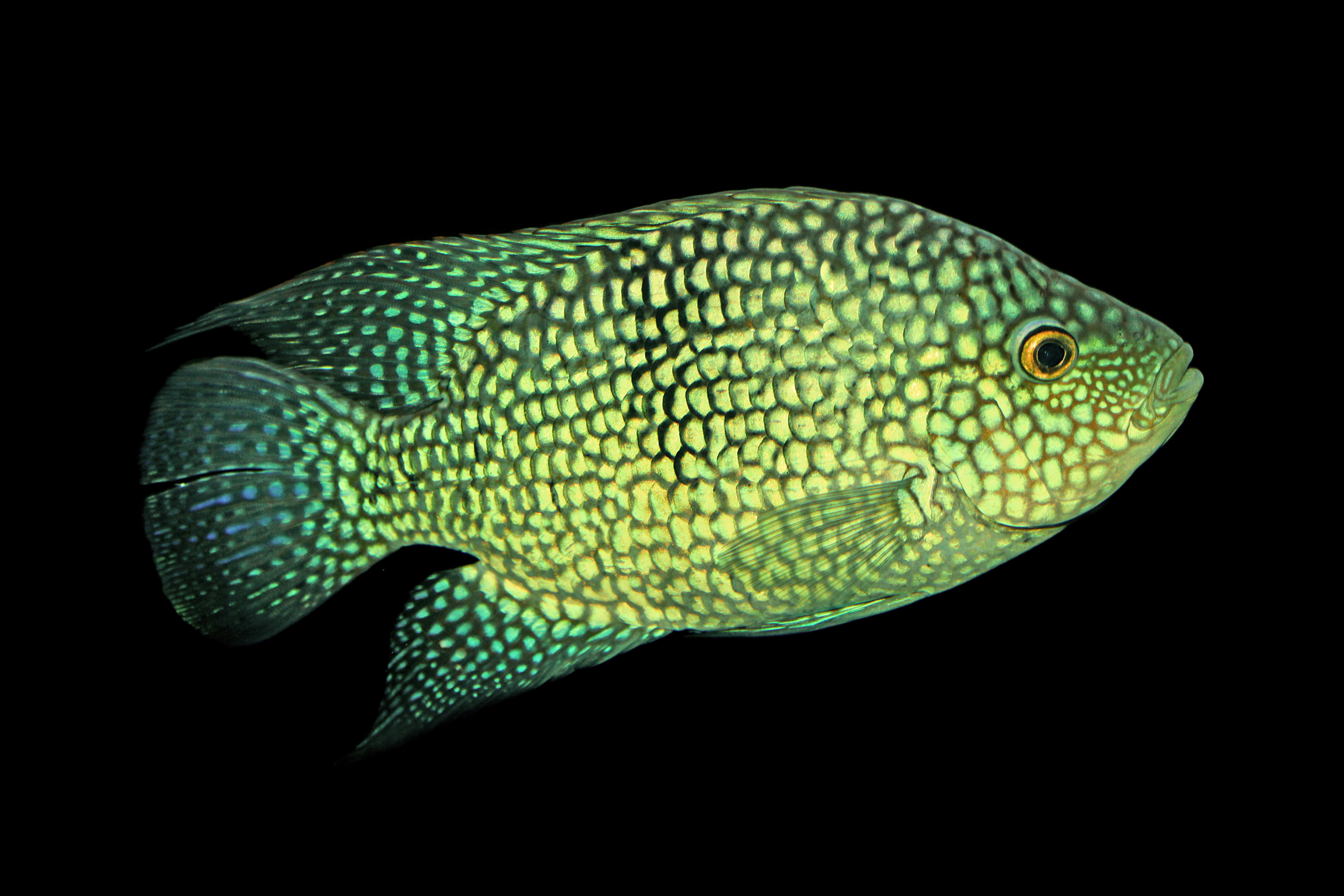
Poisson dans l'aquarium du parc.

- Des singes, avec notamment des orang-outans et des gibbons à mains blanches,
- Collection d'oiseaux avec quelque 150 espèces : rapaces, perroquets, toucans, pélicans, colibris...,
- Reptiles, avec des varans de Komodo, des caïmans à lunettes et des lézards des Canaries,
- Aquarium avec nombreuses espèces de poissons des zones tropicales, aussi bien d'eau douce que marines,
- Maison des papillons, où nombreuses espèces de papillons sont présentées dans une grande diversité de plantes exotiques dont les fleurs leur servent de nourriture.
- Delphinarium : l'un des quatre de l'archipel des Canaries. Il a une surface de 3 000 m², comprend 3 bassins de plus de 4 millions de litres d'eau. La capacité des gradins est de 1 500 personnes. Lors de son inauguration le delphinarium présentait cinq grands dauphins. Il en présente six en 2016, tous des mâles, nés en captivité dans des delphinariums du groupe Aspro-Ocio (Dolfinarium Harderwijk, Aqualand Costa Adeje et Marineland de Catalogne)[1].

## Conservation
Avec pour objectif de contribuer à la préservation de la biodiversité le parc participe aux programmes européens pour les espèces menacées (EEP). Palmitos Park appartient à l'Association ibérique des zoos et aquariums (AIZA). Il n'est cependant pas membre de l'Association européenne des zoos et aquariums (EAZA).
Des activités éducatives sont menées à destination du public en général et aux écoliers en particulier, avec l'objectif de contribuer à la sensibilisation de la société à l'importance de respecter l'environnement et la biodiversité. Palmitos Park organise aussi des cours de formation pour des étudiants universitaires et des professionnels.

## Historique
Palmitos Park a été fondé en 1978 par les Allemands Karl Uwe Bottcher et Claudio Paulmann. Il a commencé comme un parc botanique et ornithologique et s'est transformé avec le temps, ajoutant de nouvelles attractions, espèces d'animaux, de fleurs et de plantes. En 1996, le parc a été acquis par la multinationale espagnole Aspro-Ocio, une des principales compagnies du secteur de parcs de loisir en Europe.
En juillet 2007 un incendie forestier a dévasté une grade partie du parc. Les animaux, principalement des oiseaux, ont été libérés pour pouvoir échapper au feu et la fumée. La plupart des animaux ont été évacués ce qui permit de sauver 800 individus de quelque 250 espèces. Ont péri seulement quelque 50 ou 60 animaux. La plupart des oiseaux libérés sont revenus lorsque le feu s'est éteint ou ont été recapturés.
Le parc a rouvert ses portes en août 2008 à la suite d'un investissement de 10 millions d'euros. En 2010, le parc inaugure son delphinarium.

## Récompenses et fréquentation
Le parc est considéré par le site de voyage TripAdvisor comme la première des 14 attractions qu'offre la zone touristique de Maspalomas et une des plus importantes de l'île de Grande Canarie. Le 16 mars 2013 il a reçu le prix Roque Nublo de Plata al Turismo attribué par le Cabildo insulaire de Grande Canarie en reconnaissance à son respect de l'environnement et pour son attrait touristique embellissant l'environnement naturel de l'île.
Sa fréquentation annuelle est estimée à 425 000 visiteurs en 2013.

## Controverse
Le delphinarium du parc a été construit sans permis, entre 2007 et 2010 sur un terrain situé dans la zone du parc naturel de Pilancones, un espace naturel protégé. En juillet 2011, plus d'un an après la mise en service de cette installation, l'Agence de protection de l'environnement des Canaries ouvre un dossier de sanction contre le parc qui débouche sur une amende d'un peu plus de 100 000 euros et l'obligation de restaurer la zone qui a été dégradée par la construction du delphinarium. Une bataille judiciaire s'est ensuivie, l'entreprise propriétaire du parc, Aspro-Ocio, essayant de faire légaliser a posteriori cette construction pour la maintenir en l'état, ce qui a finalement été refusé par le tribunal supérieur de justice des Canaries. L'entreprise a ensuite ouvert un second front judiciaire contre le gouvernement des Canaries, qui, après plusieurs jugements, devra finalement être jugé par le Tribunal suprême.